# Coniopteryx occidentalis
Coniopteryx occidentalis är en insektsart som beskrevs av Meinander 1972. Coniopteryx occidentalis ingår i släktet Coniopteryx och familjen vaxsländor. Inga underarter finns listade i Catalogue of Life.